# 岩塚駅

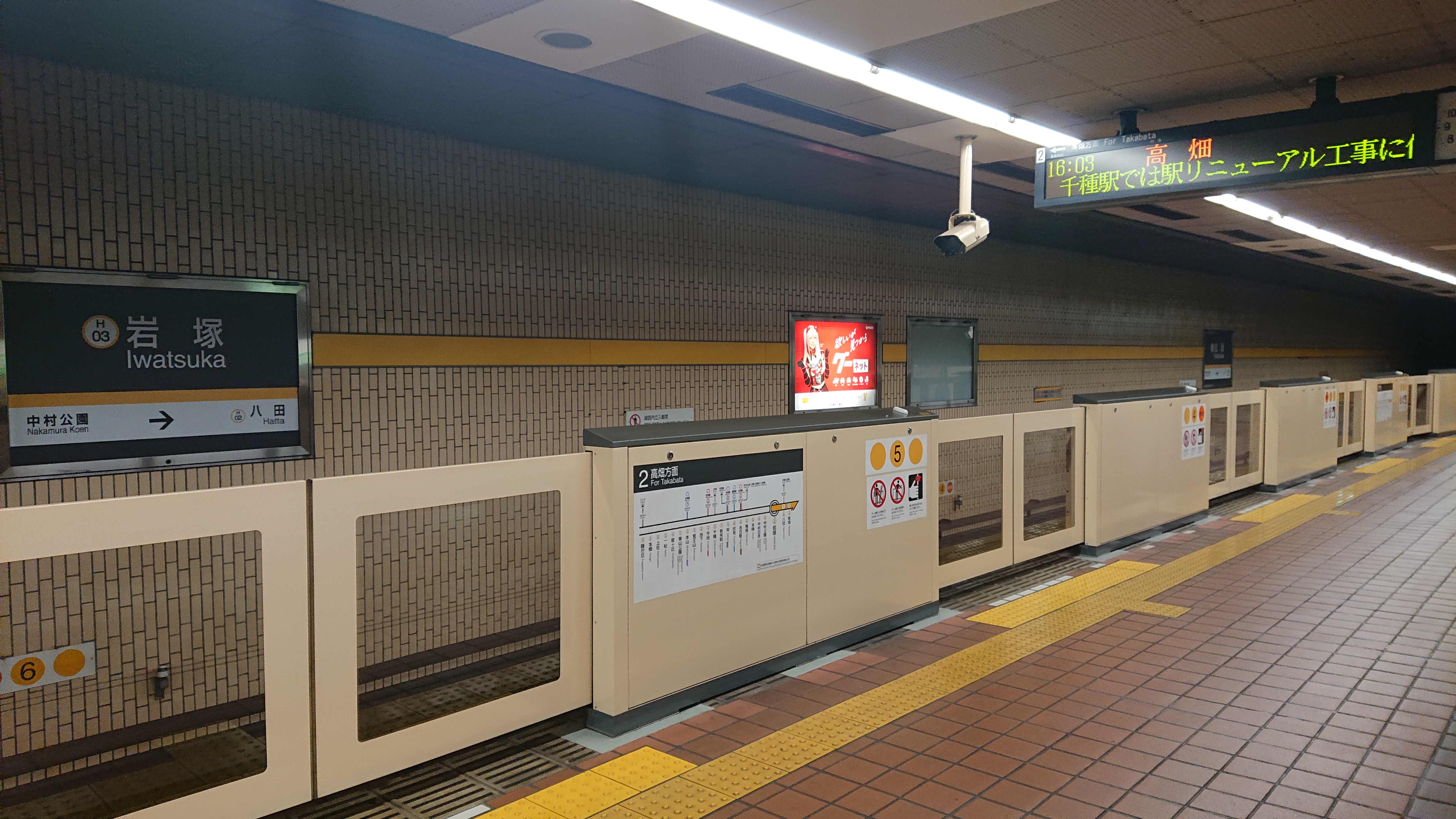
プラットホーム

岩塚駅（いわつかえき）は、愛知県名古屋市中村区岩塚町字向田にある、名古屋市営地下鉄東山線の駅である。駅番号はH03。

## 歴史
- 1982年（昭和57年）9月21日：開業[2]。
- 2011年（平成23年）2月11日：manaca運用開始。
- 2015年（平成27年）9月21日：可動式ホーム柵使用開始。

## 駅構造
島式ホーム1面2線を持つ地下駅で可動式ホーム柵が設置されている。藤が丘寄りにはトロリー用の留置線と上下線の渡り線が設置されており、留置線は保守基地となっている。エレベーターは改札口からホームにつながるものとコンコースから1番出入口横につながるものが各1基設置されている。
当駅は、東山線運転区が管轄している。

### のりば
| ホーム | 路線   | 行先                   | 備考                                           |
| ------ | ------ | ---------------------- | ---------------------------------------------- |
| 1      | 東山線 | 名古屋・栄・藤が丘方面 | 当駅始発は2番ホームから発車 （一部の日を除く） |
| 2      | 東山線 | 高畑方面               |                                                |

## 利用状況
2019年度の乗車人員は3,243,266人、同年度の1日平均乗車人員は8,861人である。
近年の年度別乗車人員の推移は下表のとおりである。
| 年度               | 乗車人員 | 乗車人員  |
| 年度               | 1日平均  | 年度毎    |
| ------------------ | -------- | --------- |
| 1987年（昭和62年） | 6,633    | 2,427,750 |
| 1988年（昭和63年） | 6,594    | 2,406,933 |
| 1989年（平成元年） | 7,399    | 2,700,568 |
| 1990年（平成02年） | 7,002    | 2,555,736 |
| 1991年（平成03年） | 7,590    | 2,777,982 |
| 1992年（平成04年） | 7,361    | 2,686,763 |
| 1993年（平成05年） | 7,392    | 2,698,089 |
| 1994年（平成06年） | 7,315    | 2,670,070 |
| 1995年（平成07年） | 6,991    | 2,558,791 |
| 1996年（平成08年） | 6,944    | 2,534,579 |
| 1997年（平成09年） | 6,909    | 2,521,900 |
| 1998年（平成10年） | 6,812    | 2,486,533 |
| 1999年（平成11年） | 6,550    | 2,397,333 |
| 2000年（平成12年） | 6,646    | 2,425,821 |
| 2001年（平成13年） | 6,878    | 2,510,366 |
| 2002年（平成14年） | 7,000    | 2,555,039 |
| 2003年（平成15年） | 7,057    | 2,582,961 |
| 2004年（平成16年） | 6,976    | 2,546,112 |
| 2005年（平成17年） | 7,237    | 2,641,655 |
| 2006年（平成18年） | 7,370    | 2,690,014 |
| 2007年（平成19年） | 7,618    | 2,788,276 |
| 2008年（平成20年） | 7,859    | 2,868,625 |
| 2009年（平成21年） | 7,961    | 2,905,899 |
| 2010年（平成22年） | 7,865    | 2,870,634 |
| 2011年（平成23年） | 7,702    | 2,818,925 |
| 2012年（平成24年） | 7,997    | 2,918,788 |
| 2013年（平成25年） | 8,196    | 2,991,662 |
| 2014年（平成26年） | 7,988    | 2,915,694 |
| 2015年（平成27年） | 8,217    | 3,007,306 |
| 2016年（平成28年） | 8,379    | 3,058,325 |
| 2017年（平成29年） | 8,577    | 3,130,629 |
| 2018年（平成30年） | 8,764    | 3,198,833 |
| 2019年（令和元年） | 8,861    | 3,243,266 |

## 駅周辺
- 三菱重工業岩塚工場
- パレマルシェ 中村店
- アルビス 中村二瀬店
- ケーズデンキ岩塚店
- 名古屋市岩塚郵便局
- あいち銀行岩塚支店
- 名古屋銀行岩塚支店
- 名古屋市立岩塚小学校
- 名古屋市立御田中学校
- 愛知県立松蔭高等学校
- 同朋高等学校(中村公園駅より若干近い)
- 畑江通・岩塚通（愛知県道115号津島七宝名古屋線）
- 豊国通（名古屋市道豊国線）
- 名古屋高速5号万場線
  - 烏森出入口

## 交通

### 路線バス
名古屋市営バス「地下鉄岩塚」停留所
名古屋市営バスの「地下鉄岩塚」停留所は1番から6番まで停留所があり、東西（1番と2番）で2回停車する路線（いずれも東行き路線のみ）があり、その場合は、「地下鉄岩塚（東）」と「地下鉄岩塚（西）」に区別される。
- 1番停留所（東行き）
  - 名駅23号系統：名古屋駅行き
  - 金山23号系統：金山行き
  - 中村巡回系統：本陣行き
- 2番停留所（北・東行き）
  - 名駅23号系統：名古屋駅行き
  - 金山23号系統：金山行き
  - 幹中村1号系統：中村公園行き
  - 中村12号系統：中村公園行き
  - 中村巡回系統：本陣行き
- 3番停留所（西行き）
  - 金山23号系統：岩塚本通四丁目行き、戸田荘行き
  - 幹中村1号系統：戸田荘行き
- 4番停留所（西行き）
  - 名駅23号系統：岩塚本通四丁目行き
  - 中村12号系統：服部行き
  - 中村巡回系統：稲西車庫行き
- 5番停留所（南行き）
  - 名駅23号系統：横井町行き
  - 中村11号系統：横井町行き、春田駅行き
  - 深夜2号系統：地下鉄高畑
- 6番停留所（北行き）
  - 中村11号系統：中村公園行き
  - 深夜2号系統：栄行き

名鉄バス「地下鉄岩塚」停留所
名古屋市営バスの「地下鉄岩塚」停留所が岩塚駅前交差点付近に固まっているのに対し、名鉄バスの「地下鉄岩塚」停留所は、岩塚駅前交差点から200m程西に行ったところにある。
- 岩塚線 51系統：名鉄バスセンター行き、大坪行き
- 岩塚線 54系統：名鉄バスセンター行き、津島駅行き

### 送迎バス
- 大治自動車学校（入校者限定・完全予約制）

## その他
- 藤が丘行きの始発列車は、高畑方面のホームである2番線から発車する。これは前日の藤が丘発岩塚行きの最終列車を、到着後そのまま2番線にホーム留置し、翌朝の藤が丘行き始発列車として運用するためである。
- 終電後の線路工事などの都合で、岩塚駅に到着後すぐに1番線へ移動させてホーム留置する場合もある。

## 隣の駅
名古屋市営地下鉄
 東山線
八田駅 (H02) - 岩塚駅 (H03) - 中村公園駅 (H04)
- ()内は駅番号を示す。